# 馬刺三巨頭
馬刺三巨頭，也稱為「GDP組合」、「GDP三劍客」，是由蒂姆·邓肯、東尼·帕克、马努·吉诺比利组成的篮球三巨头。他们在2002年至2016年间效力于圣安东尼奥马刺队。他们共同拿下了四个NBA总冠军（2003，2005，2007，2014）。馬刺三巨頭是NBA历史上最成功最富有传奇性的三人组之一。他们共同赢下了超过1000场比赛。
邓肯和吉诺比利分别在2015-16赛季和2017-18赛季结束后退役。帕克轉戰夏洛特黄蜂队，於2018-19賽季結束後退役。